# ژرال نوو
ژرال نوو (به فرانسوی: Gérald Neveu) شاعر قرن بیستم میلادی اهل فرانسه بود.